# Nir Bitton
Pour les articles homonymes, voir Bitton.
Nir Bitton (hébreu : ניר ביטון), né le 30 octobre 1991 à Ashdod, est un joueur de football international israélien qui joue au poste de milieu défensif au MS Ashdod.

## Palmarès
- Celtic
  - Vainqueur de la Coupe de la Ligue écossaise en 2015, 2016, 2017 et 2021
  - Championnat d'Écosse : 2014, 2015, 2016 2017, 2018, 2019, 2020 et 2022.
  - Coupe d'Écosse : Vainqueur en 2017 et 2019.